# Kump (Brunnen)
Kump ist eine regional gebräuchliche Bezeichnung für (Brunnen-)Tröge oder Zisternen. Meist handelt es sich um ein aus Metall oder Stein gearbeitetes Wasserbecken, das sich häufig auf öffentlichen Plätzen befindet (Marktbrunnen) und zur Versorgung mit Trink- und Brauchwasser, zum Tränken von Tieren sowie als Löschwasserspeicher dient.
Als Laufbrunnen wurde ein Kump durch hölzerne (später auch tönerne oder metallene) Rohrleitungen mit Wasser aus Quellen oder Flüssen gefüllt. Heute geschieht die Speisung auch aus Tiefbrunnen oder der öffentlichen Wasserversorgung.
Das Wort kommt vom mittelhochdeutschen „Kumpf“ = tiefes rundes Gefäß.

## Beispiele erhaltener Kümpe

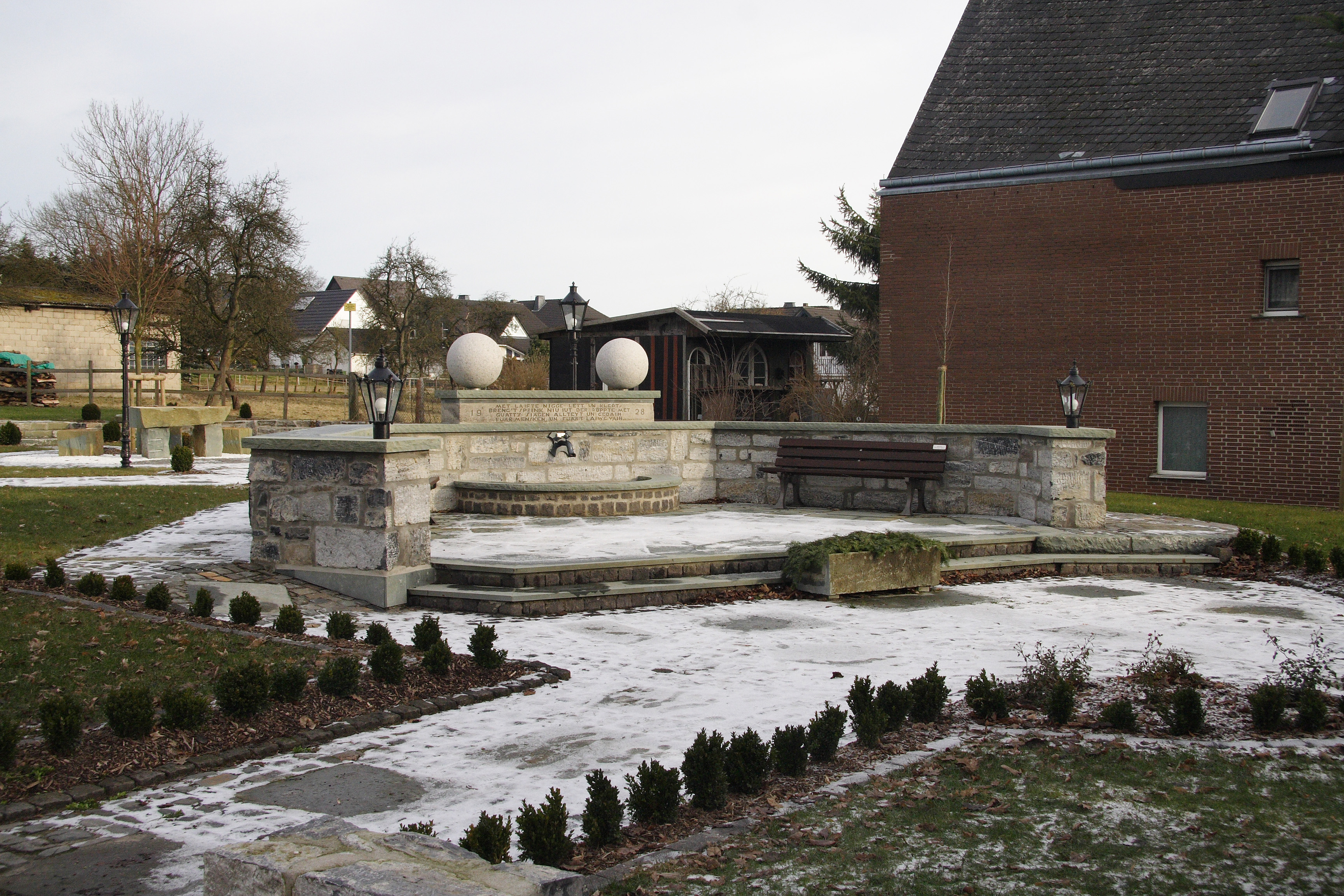
Altenbüren: Dorfplatz mit Kump

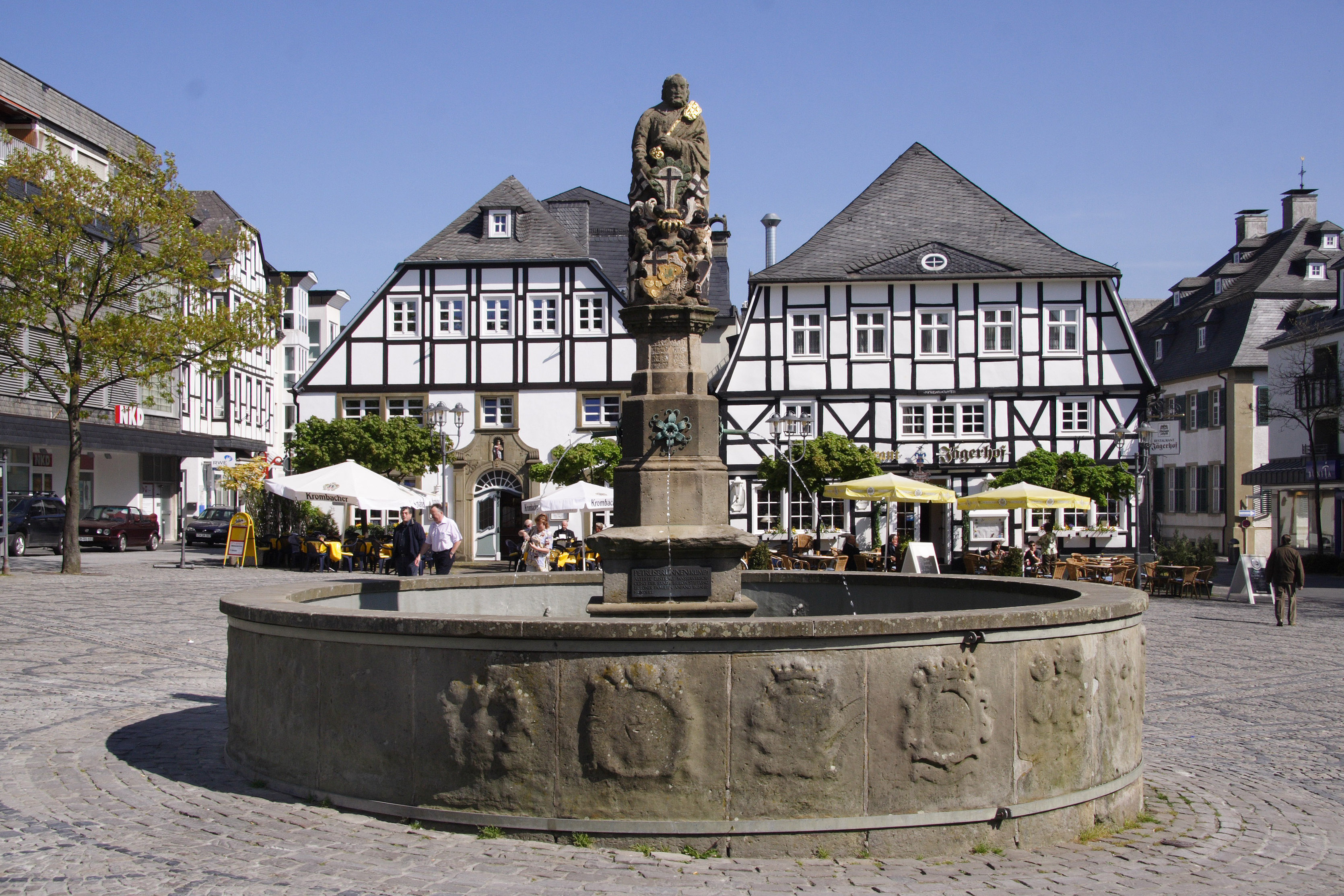
Brilon: Marktplatz mit Kump

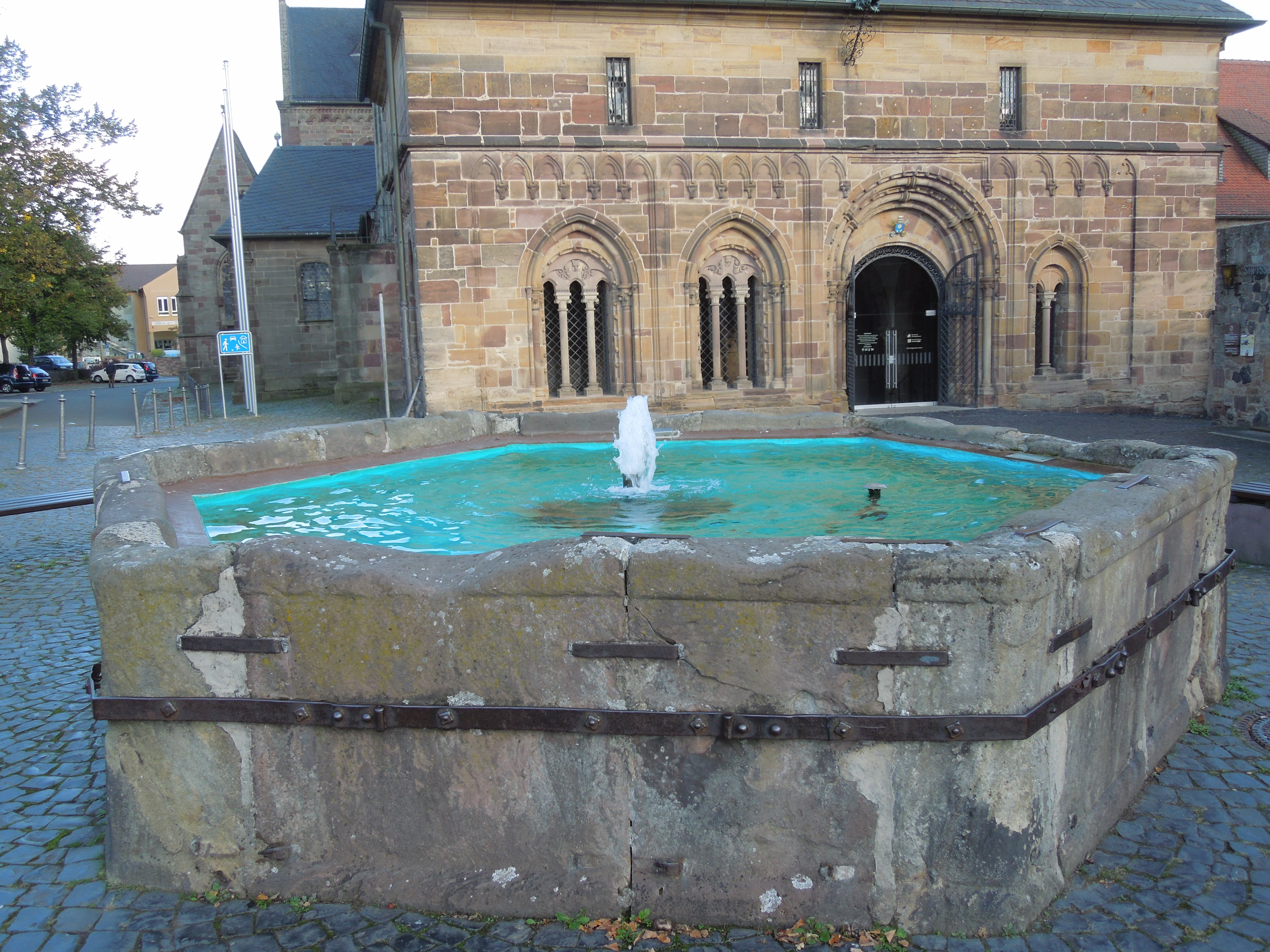
Fritzlar: Kump vor dem Dom

- Altenbüren: Im heutigen Briloner Ortsteil Altenbüren baute man um die Quelle der Aa eine Mauer und staute das Quellwasser im so geschaffenen „Möhnekump“.  Zwei Entnahmestellen ermöglichten eine getrennte Wasserversorgung für Mensch und Vieh.

- Brilon: Der Petrusbrunnen auf dem Marktplatz von Brilon heißt im Volksmund noch heute „Kump“.  Spätestens seit 1360 war er Endpunkt der ersten städtischen Wasserleitung, obwohl sein Ursprung, vielleicht als gefasste Quelle, vermutlich weiter zurückliegt.

- Büren: In Büren in Westfalen wurde das Wasser seit 1588 von den städtischen Quellen im Mertenstal durch Holzleitungen zum Kump am Marktplatz und in weitere in der Stadt verteilte Kümpe geleitet.

- Butzbach: Der Kump auf dem Marktplatz im hessischen Butzbach wurde 1575 erbaut.  Er war der einzige Brunnen der Stadt, dessen Wasser dauernd floss, und wurde durch eine Wasserleitung gespeist, die wohl von mehreren westlich bzw. nordwestlich oberhalb der Stadt liegenden Quellen und dort fließenden kleinen Wasserläufen gespeist wurde. Nach dem Dreißigjährigen Krieg war der Kump so verfallen, dass ein neuer gebaut werden musste. Dieser blieb Mittelpunkt des Marktplatzes, bis er 1894 als Verkehrshindernis beseitigt und durch ein niedriges Bassin mit Gittereinzäunung ersetzt wurde; nur die Säule blieb erhalten. Eine Spendenaktion des örtlichen Geschichtsvereins finanzierte 1927 die Wiederherstellung des alten Brunnens. 1987 wurden das Brunnenbecken weitgehend erneuert und die Brunnenfigur restauriert.

- Fritzlar: Im nordhessischen Fritzlar wurde Wasser fast 500 Jahre lang, seit dem 14. Jahrhundert, bei der Klostermühle aus dem im 12. Jahrhundert angelegten Mühlengraben gepumpt, zunächst in den Fleckenborn in der Neustadt, dann mit einem Kolbenpumpwerk zum Kump vor dem Westportal des Doms. Dabei wurden insgesamt 60 m Höhenunterschied bewältigt. Von dort wurde das Wasser über unterirdische hölzerne Rohrleitungen zum Rolandsbrunnen auf dem Markt sowie zu zwei Brauhäusern und zum Hochzeitshaus weitergeleitet.

- Germerode: Beim Neubau eines Konventsgebäudes im Kloster Germerode wurden die Reste eines Kumpes aus dem späten 16. Jahrhundert aufgedeckt und archäologisch untersucht. Der 4,12 m mal 2,9 m große Behälter war aus Steinplatten zusammengefügt und mit einem Pech-Schwefel-Gemisch wasserdicht verklebt.[1]

- Korbach: Vier der Kümpe, die in der nordhessischen Stadt Korbach im Mittelalter die Wasserversorgung sicherten, sind noch heute erhalten: in der Lengefelderstraße (der sog. Feldhühnerchenbrunnen), an der Kilianskirche, am Rathaus und auf dem alten Markt.

- Landau: Der erste Kump auf dem Marktplatz im hessischen Bergdorf Landau (heute zu Bad Arolsen) wurde 1555 erbaut und wurde wie darauf folgende Kümpe dieser Stadt von der Landauer Wasserkunst gespeist. Zwischenzeitlich verfallen, wurde er 1984 in einer schlichten Quadergeometrie neu errichtet.

- Paderborn: Kümpe wurden in Paderborn bis 1888 zur allgemeinen Wasserversorgung genutzt; erst dann erhielt die Stadt eine zentrale Wasserversorgung.  Der älteste war der Kump am Kamp von 1586 (der 1894 zum Springbrunnen umgestaltet wurde), aber schon mindestens seit 1523 bestand ein Vorgänger, der durch ein mühlengetriebenes Pumpwerk an der Börnepader gespeist wurde.  1604 bauten die Jesuiten zur Wasserversorgung ihres Kollegs eine weitere Wasserkunst (Pumpanlage) an der Börnepader.  Zwei Kümpe der städtischen Wasserversorgung standen auf dem Marktplatz; einer der beiden war 1715 verfallen, der zweite (vor dem heutigen Diözesanmuseum) wurde 1721 unbrauchbar und 1730 durch den Neptunbrunnen ersetzt, der zuvor im Innenhof des Neuhäuser Schlosses gestanden hatte.  Weitere Kümpe standen vor dem Rathaus, am Marienplatz, in der Kasseler Straße und im Bereich Giersstraße/Am Busdorf.  Der 1626 errichtete Paterskump, seit 1828 an seiner heutigen Stelle vor dem Franziskanerkloster, wurde durch eine Wasserkunst aus der Dielenpader über eine ursprünglich hölzerne, später eiserne und ab 1731 bleierne Rohrleitung gespeist.  Vom Kump floss das Wasser dann in das Kloster, speziell in die Küche, die Brauerei und den Remter (Speisesaal).  Der 1828 erneuerte Kump ist 2,70 m tief und hat 3,80 m Durchmesser.  1924 wurde der Paterskump zum Denkmal für die 3316 im Ersten Weltkrieg Gefallenen des Paderborner Infanterie-Regiments 158.  Nach Beseitigung von im Zweiten Weltkrieg erlittenen Schäden wurde der Paterskump zu Ostern 1955 wieder voll funktionsfähig in Betrieb genommen.

- Steinheim: Der 7 m breite und 2,90 m tiefe Kump in Steinheim im westfälischen Kreis Höxter ist das Wahrzeichen der Stadt.  Er wurde 1855 erbaut und von der ersten Steinheimer Wasserleitung aus einer höher gelegenen Quelle außerhalb der Stadt gespeist. Er diente bis 1933 als Löschwasserspeicher, Brauchwasser- und Trinkwasserentnahmestelle.